# Eparchie kanská
Eparchie Kansk je eparchie ruské pravoslavné církve nacházející se v Rusku.

## Území a titul biskupa
Zahrnuje správní hranice území Abanského, Bogučanského, Dzeržinského, Ilanského, Irbejského, Kanského, Kežemského, Nižněingašského, Partizanského, Rybinského, Sajanského, Tasejevského a Ujarského rajónu Krasnojarského kraje.
Eparchiálnímu biskupovi náleží titul biskup kanský a bogučanský.

## Historie
V září 2011 požádal arcibiskup krasnojarský Antonij (Čeremisov) patriarchu Kirilla a založení další eparchie v rámci Krasnojarského kraje.
Dne 6. října 2011 požádal Svatý synod arcibiskupa Antonije o návrhy na územní vymezení krasnojarské a kanské eparchie s ohledem na potřebu zachovat rovnováhu mezi počtem farností v každé eparchii a jejich dostupností pro plnohodnotnou pastorační péči eparchiálního biskupa.
Dne 28. prosince 2011 byla Svatým synodem zřízena kanská eparchie oddělením území z krasnojarské eparchie. Stala se součástí krasnojarské metropole.
Prvním eparchiálním biskupem se stal archimandrita Filaret (Gusev).

## Seznam biskupů
- 2011–2012 Panteleimon (Kutovoj), dočasný administrátor
- 2012–2019 Filaret (Gusev)
- 2019–2024 Panteleimon (Kutovoj), dočasný administrátor
- od 2024 Vjačeslav (Sorokin)